# لو سامين 2015
لو سامين 2015 (بالفرنسية: Le Samyn 2015 )‏ هو سباق دراجات هوائية، وهو الموسم رقم 46 من نفس السباق، وأقيم في 4 مارس 2015، وامتدّ لمسافة 201 كيلومتر، وهو أحد سباقات طواف أوروبا للدراجات 2015، وهو من نوع سباق يوم واحد، وقد شارك في السباق 191 متسابقاً، ووصل إلى نهايته 93 متسابقاً.
فاز فيه بالمركز الأول كريس بويكمانز، وبالمركز الثاني جياني ميرسمان، وبالمركز الثالث كريستوف لابورت.

## الفرق
| فرق عالمية (7)- AG2R La Mondiale - Etixx-Quick Step - FDJ - IAM Cycling - Katusha - Lotto-Soudal - Trek Factory Racing فرق قارية محترفة (12)- Bora-Argon 18 - Bretagne-Séché Environnement - كاجا رورال-سيغوروس 2015 ‏ - CCC Development Team ‏ - Cofidis, Solutions Crédits - Europcar - MTN-Qhubeka - نيبو-فيني فانتيني-يوربا أوفيني ‏ - رومبوت تشارلز ‏ - سبورت فلاندرين بالويس 2015 ‏ - UnitedHealthcare Pro Cycling (men's team) ‏ - Wanty-Groupe Gobert فرق قارية (7)- سوبرانو هام ايزوريكس ‏ - Bingoal WB Devo Team ‏ - Van Rysel–Roubaix ‏ - Pauwels Sauzen–Vastgoedservice ‏ - Veranclassic–Ago ‏ - فيرانداس ويلمز 2015 ‏ - بنجوال باوليز ساوكس دبليو بي ‏ |  |
| |  |

## وصلات خارجية
- الموقع الرسمي
- لو سامين 2015 على موقع إحصائيات الدراجات الإحترافية (الإنجليزية)